# HTS tentiQ
HTS TENTIQ GmbH - немецкая компания, специализирующаяся на проектировании и производстве быстровозводимых временных зданий, шатров и каркасно-тентовых конструкций. Головной офис и производственные мощности расположены в г. Кефенрод, Германия.

## История компания
Компания HTS TENTIQ была основана в 2001 году в г. Кефенрод, Германия.
В 2002—2003 годах были открыты представительства компании в Великобритании, Франции и на Ближнем Востоке, в 2006 году — в России (хотя продажи начались еще в 2004 году), а в 2007 — в Индии.
В 2013 году компания приобрела акции китайского производителя Huaye Tent (Kunshan) Co. Ltd.
В 2014 году было основано дочернее предприятие HTS Industriebau по проектированию и производству быстровозводимых конструкций на стальном каркасе.
На сегодняшний день компания HTS TENTIQ считается лидером отрасли сборно-разборных каркасно-тентовых конструкций и осуществляет поставки самого широкого и разнопланового модельного ряда временных и полустационарных шатров для мероприятий и временных конструкций для частного и государственного сектора по всему миру.
В настоящее время в штате числится более 260 высококвалифицированных и обученных специалистов на площадке Кефенрода, большинство из которых работает в HTS TENTIQ со дня основания компании. В их число также входит высококвалифицированная команда из более чем 50 специалистов по продажам, стратегически расположенных таким образом, чтобы предоставлять поддержку, осуществлять поставки, распространение и, при необходимости, монтаж продукции в любой точке мира.

## Деятельность
В 2009 году HTS TENTIQ спроектировала 3-этажное сборно-разборное временное здание Пит-Лайн для CLIPSAL 500, проводимого в Южной Австралии. Наземный уровень состоит из 36 пит-лайн гаражей, нулевой этаж вмещает в себя различные операционные офисы и медицинские кабинеты. Первый и второй этажи состоят из номеров гостиничного хозяйства различных размеров, номеров для теле- и радиовещания, контроля гонки, пресс-центра и др.
В 2010 году была официально запущена новая патентованная технология карбоновых профилей, суть которой — снижение объема и веса за счет карбоновых вставок. В этом же году был получен патент на систему стеновых ограждающих конструкций «Авангард».
В 2012 году в связи со спецзаказом от Минобороны России было создано внутреннее подразделение по проектированию, производству и поставке автономных полевых лагерей (АПЛ) «под ключ».
В 2013 году компания выиграла тендер стоимостью 27,6 млн долл. на строительство временного терминала международного аэропорта в Найроби (Кения), разрушенного после пожара. Новая конструкция, изготовленная из сборного материала, позволила увеличить пропускную способность аэропорта до 7,5 млн человек в год.
В 2015 году компания выполнила проект по застройке нескольких лагерей для беженцев в Германии, а в 2016 году на выставке Tent Expo’16 также продала в Италию автономный полевой лагерь для размещения беженцев.
В июле 2016 года HTS TENTIQ разработала проект строительства сборно-разборной конструкции для проведения Евровидения-2017 на стадионе «Черноморец» в Одессе, однако 9 сентября стало известно, что Евровидение пройдёт в Киеве в Международном выставочном центре.
HTS TENTIQ также спроектировала, изготовила и установила выставочные павильоны в парке «Сокольники». Так, в 2008 году был построен полустационарный двухэтажный-павильон общей площадью 3 650 м2, а также ввела в эксплуатацию новый павильон после обрушения кровли в феврале 2010 года.
Компания является поставщиком павильонов Hospitality для размещения во время гоночных мероприятий для Audi, Porsche, BMW, Hankook и других автоконцернов.
По данным HTS TENTIQ, оборот компании в 2012 году составил 120 млн. евро.
Является обладателем наград IFAI и IFEA.